# La Pobla de Lillet
La Pobla de Lillet és un municipi de la comarca del Berguedà. El 2022 tenia 1079 habitants. Antigament, era considerat un dels pobles més puixants de la comarca, tant econòmicament com socialment o demogràficament; tanmateix, la popularitat d'aquest indret ha caigut considerablement pel fet que la majoria de residents són gent gran.

## Història
El municipi es troba a la part nord-oriental del Berguedà, a 843 m d'altitud. Antigament, aquesta vall era un niu de masies estructurades entorn de la parròquia de l'antic monestir de Santa Maria de Lillet i el Castell dels Senyors de Lillet. El conjunt, després d'estar habitat per monjos agustinians durant segles, entrà en declivi en prendre més importancia el nucli de població format a partir del 1297 entom del Castell del pujol, quan Ramon d'Urtx i el seu fill
Hug de Mataplana, aleshores senyors de la vall, van atorgar la carta de poblament i franqueses a la villa perquè el nucli cresqués, com així fou, i les cases van començar a construir-se a redós del castell.
A mitian s XIV va començar a construir-se el Pont Vell per franquejar el riu Llobregat en el cami ral que duia a la Cerdanya. És un pont d'estil romànic actualment d'una sola arcada.
A causa del creixement de la població durant el s.XVII es va decidir transformar l'antiga capella privada del castell del pujol en Església Parroquial. Es va reformar durant el segle següent i fou acabada el 1784.
Posteriorment, la vall va passar d'agricola-ramadera a industrializar-se. Aquest procés que va començar els segles XVIII-XIX i va tenir el seu maxim esplendor durant la primera meitat del XX. Van prosperar les serradores i les fäbriques tèxtils. Fruit d'aquesta industrialització va aparèixer aqui un personatge clau, l'Eusebi Güell, qui va fundar la seva fábrica cimentera (Asland) al paratge del Clot del Moro, molt prop del nucli municipal. En aquella época hi va haver grans avenços: l'arribada de la Ilum, la nova carretera, el telègraf... i amb la fundació de la fábrica, la construcció del Tren del Ciment, conegut com a Carrilet, que servia tant per proveir-la de carbó com per distribuir el producte acabat cap a d'altres contrades i posteriorment també donant servei a passagers. En l'actualitat, des d'un tram del trajecte recuperat, hom pot gaudir dels paisatges i del seu passat industrial.
El carbó s'extreia de les mines del Catllaràs. Els enginyers anglesos que van instal·lar-se al poble per ampliar-les necessitaven un habitatge prop del seu lloc de treball, i Güell va demanar a Antoni Gaudí que pugés per realit-zar aquest projecte.
La colonia de l'Asland по estava acabada amb la qual cosa es va buscar un allotjament a Gaudí. Els burgesos Artigas van ser els seus amfitrions i durant la seva estada a la vall, i l'arquitecte, a més de dur a terme el disseny del Xalet del Catllaràs, els va obsequiar amb el d'uns jardins per a la seva propietat que la gent van anomenar popularment font de la magnèsia i avui reconeguts arreu com a Jardins Artigas.

## Geografia
- Llista de topònims de la Pobla de Lillet (muntanyes, serres, collades, indrets, rius, fonts, cases, masies, esglésies, etc.).

És situada a la Vall de Lillet, en plena vessant pirinenca, a 10 km de les fonts del Llobregat i a 843 metres d'altitud. De Castellar de n'Hug la separen el puig de Sant Eloi i les carenes de Comes. Més enllà, les serres del Cadí i el Moixeró. A l'oest confronta amb Sant Julià de Cerdanyola i Guardiola de Berguedà i les cingleres del Banyador de Cerdanyola. Al sud hi té el Catllaràs i la Serra de Falgars. I a l'est la serralada de Moreu, amb les roques del Bruc, la muntanya de Meranges i els Rasos de Tubau.

## Administració
| Període     | Alcalde o alcaldessa                           | Partit polític | Data de possessió | Observacions |
| ----------- | ---------------------------------------------- | -------------- | ----------------- | ------------ |
| 1979–1983   | Joan Casanova Guitart                          | Independents   | 19/04/1979        | --           |
| 1983–1987   | Joan Casanova Guitart                          | Independents   | 28/05/1983        | --           |
| 1987–1991   | Josep Bober Camprubi                           | CIU            | 30/06/1987        | --           |
| 1991–1995   | Josep Bober Camprubi                           | CIU            | 15/06/1991        | --           |
| 1995–1999   | Josep Bober Camprubi                           | CIU            | 17/06/1995        | --           |
| 1999–2003   | Joan Casanova Guitart                          | PSC            | 03/07/1999        | --           |
| 2003–2007   | Joan Casanova Guitart / M. Carme Rosell Espelt | PSC            | 14/06/2003        | --           |
| 2007–2011   | M. Carme Rosell Espelt                         | PSC            | 16/06/2007        | --           |
| 2011–2015   | Vicenç Linares Clota                           | CIU            | 11/06/2011        | --           |
| 2015–2019   | Vicenç Linares Clota                           | CIU            | 13/06/2015        | --           |
| 2019-2023   | Enric Pla Aramberri                            | ERC            | 15/06/2019        | --           |
| Des de 2023 | Enric Pla Aramberri                            | ERC            | 17/06/2023        | --           |

## Demografia
| 1497 f | 1515 f | 1553 f | 1717 | 1787  | 1857  | 1877  | 1887  | 1900  | 1910  |
| ------ | ------ | ------ | ---- | ----- | ----- | ----- | ----- | ----- | ----- |
| 41     | 44     | 60     | 644  | 1.326 | 2.146 | 1.490 | 1.206 | 1.340 | 1.768 |

| 1920  | 1930  | 1940  | 1950  | 1960  | 1970  | 1981  | 1990  | 1992  | 1994  |
| ----- | ----- | ----- | ----- | ----- | ----- | ----- | ----- | ----- | ----- |
| 2.424 | 2.674 | 2.164 | 2.468 | 2.732 | 2.469 | 1.949 | 1.830 | 1.744 | 1.744 |

| 1996  | 1998  | 2000  | 2002  | 2004  | 2006  | 2008  | 2010  | 2012  | 2014  |
| ----- | ----- | ----- | ----- | ----- | ----- | ----- | ----- | ----- | ----- |
| 1.566 | 1.527 | 1.455 | 1.320 | 1.357 | 1.327 | 1.338 | 1.303 | 1.249 | 1.155 |

| 2016  | 2018  | 2020  | 2022  | 2024  | 2026 | 2028 | 2030 | 2032 | 2034 |
| ----- | ----- | ----- | ----- | ----- | ---- | ---- | ---- | ---- | ---- |
| 1.110 | 1.101 | 1.093 | 1.079 | 1.109 | -    | -    | -    | -    | -    |

## Successos
- La riuada del 1864. El 8 de setembre de 1864 la Pobla de Lillet va patir una important riuada que es va endur un molí i dues cases i en la qual va morir un nen de quatre anys.[3]

## Llocs d'interès

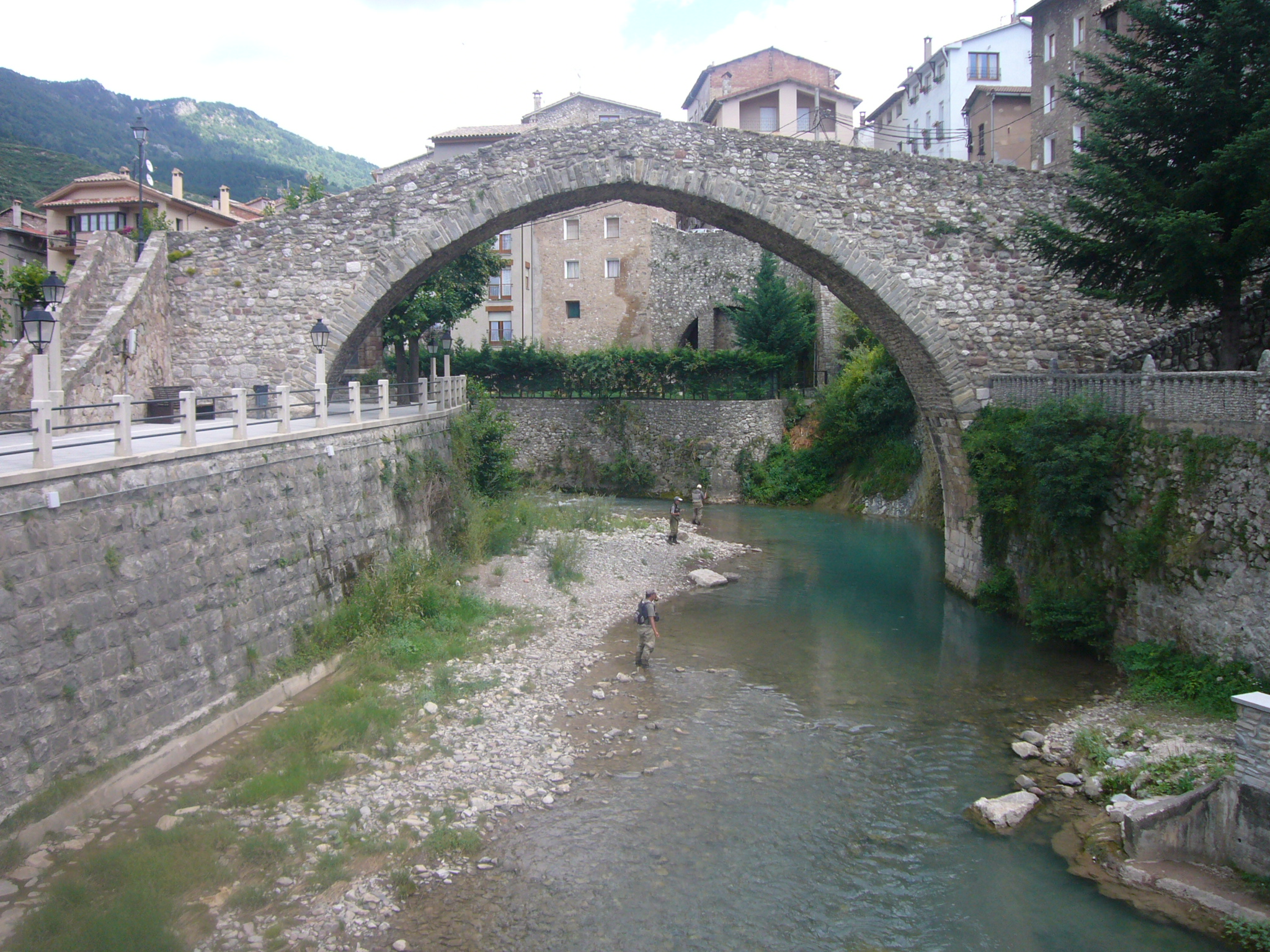
El pont vell de la Pobla de Lillet

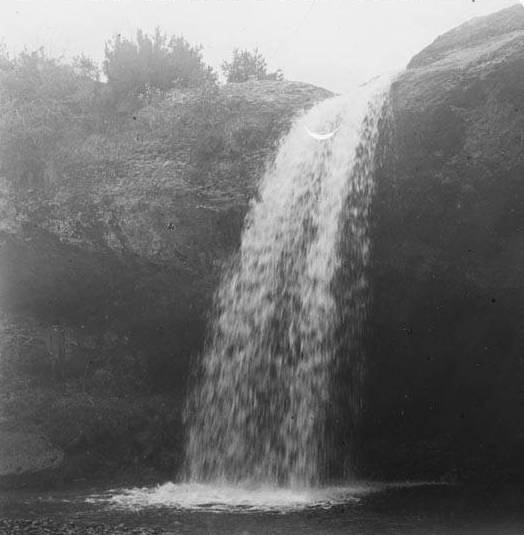
El salt de la font del Bisbe (ca. 1907)

- Jardins Artigas, dissenyats per Antoni Gaudí[4]
- El Pont Vell, del segle xiv[5]
- Monestir de Santa Maria de Lillet[6]
- Rotonda de Sant Miquel
- Santuari de Falgars
- Castell de la Pobla de Lillet
- Xalet del Catllaràs
- Tren del Ciment (Ferrocarril Turístic de l'Alt Llobregat)[7]>

## Festivitats
- Dilluns de Pasqua - Dansa de Falgars i festa Major de Cinquagesma
- Primer diumenge d'octubre - Festa Major del Roser

## Vilatans notables
- Janot Riembau. Bandoler del Berguedà del segle xvi, batlle natural de la Pobla de Lillet. Durant la seva joventut va lluitar en la bandositat dels Barons de Pinós contra la Vila de Berga i la seva família mantenia rivalitat contra la família dels Cadell d'Arsèguel. En Janot Riembau és un cas típic de personatge que va passar de cap familiar d'una bandositat familiar a cap de quadrilla bandolera. En Janot comença a participar en el bandolerisme a la dècada del 1550, durant el virregnat de Garcia de Toledo, època en què el bandolerisme català es va expandir molt. En Janot desaparegué i el 1566 fou donat per mort i li foren confiscades les seves pertinences.[8]
- Francesc Prat i Puig (la Pobla de Lillet, 1906 - Santiago de Cuba, 1997) arqueòleg. Es llicencià en arqueologia a la Universitat de Barcelona, on fou deixeble de Pere Bosch i Gimpera. Exiliat a la fi de la Guerra Civil, desenvolupà la major part de la seva carrera a Cuba. El 1993 fou guardonat amb la Creu de Sant Jordi.[9]